# Grevillea manglesii
Grevillea manglesii är en tvåhjärtbladig växtart. Grevillea manglesii ingår i släktet Grevillea och familjen Proteaceae.

## Underarter
Arten delas in i följande underarter:
- G. m. dissectifolia
- G. m. manglesii
- G. m. ornithopoda